# Leptosyna quercus
Leptosyna quercus is een muggensoort uit de familie van de galmuggen (Cecidomyiidae). De wetenschappelijke naam van de soort is voor het eerst geldig gepubliceerd in 1904 door Jean-Jacques Kieffer.